# Развозов, Александр Владимирович
Алекса́ндр Влади́мирович Развозов (27 июля 1879 — 14 июня 1920, Петроград) — российский флотоводец, контр-адмирал. Последний командующий флотом Балтийского моря добольшевистского периода.
Родился в потомственной семье военных.  Отец — адмирал Владимир Александрович Развозов (1841—1894). Мать — Каролина Федоровна Развозова (урожд. Гучшмидт) (1866—1933).  В.А. Развозов был убит сослуживцем. Пенсия семье выплачивалась из личных сумм Государя Императора. 
Прадед Александра Владимировича (Егор Федорович Развозов, 1768—1821, вышел в отставку в чине капитан-командора), дед (Александр Егорович Развозов (1815—?) и родной брат деда (Владимир Егорович Развозов (1812/13—1883) также были морскими офицерами. 
Братья отца — генерал-лейтенант от инфантерии Александр Александрович Развозов и генерал-майор инженерных войск Арсений Александрович Развозов. 

## Послужной список
- 1898 — Окончил Морской кадетский корпус в чине мичмана.
- 1899—1900 — Заграничное плавание на крейсере «Герцог Эдинбургский».
- Октябрь 1900—1901 — Минный офицерский класс.
- 1901 — Минный офицер 2-го разряда с назначением на должность младшего минного офицера броненосца «Ретвизан».
- 31 октября 1902 — 21 апреля 1903 — Переход из Кронштадта на Дальний Восток. Во время перехода получил чин лейтенанта.
- 1904 — Минный офицер 1-го разряда. Старший минный офицер эскадренного броненосца «Ретвизан». Участник русско-японской войны и обороны Порт-Артура.
- 10-11 февраля 1904 — Участвовал в отражении попытки брандеров закупорить рейд.
- 28 июля 1904 — Участвовал в бою в Жёлтом море.
- После падения крепости отказался дать японцам подписку о дальнейшем неучастии в войне. В плену выполнял поручения морской эвакуационной комиссии, работал с пленными русскими матросами.
- Февраль 1906 — Отбыл в Россию с последним эшелоном пленных.
- 1906—1907 — Преподаватель минной школы в Кронштадте.
- 5 марта 1907 — Старший минный офицер строящегося в Англии броненосного крейсера «Рюрик II».
- Старший лейтенант.
- Декабрь 1909—1911 — Старший офицер крейсера «Рюрик-II».
- 1911—1913 — Командир эсминца «Бурный».
- 6 декабря 1912 — Капитан 2-го ранга.
- 1913—1914 — Командир эсминца «Уссуриец».
- 1914—1915 — Начальник 5-го дивизиона эсминцев.
- Май 1915—1916 — Начальник 9-го дивизиона эсминцев.
- Капитан 1-го ранга.
- 30 декабря 1915 — Награждён Георгиевским оружием.
- 1916—1917 — Начальник 2-го дивизиона эсминцев. Руководил действиями кораблей на коммуникациях противника и по поддержке сухопутных сил.
- 6 марта 1917 — Начальник Минной дивизии.
- 7 июля-декабрь 1917 — Командующий Балтийским флотом (шестой с начала мировой войны).
- 18 июля 1917 — Контр-адмирал.
- Октябрь 1917 — Руководил действиями флота во время Моонзундского сражения.
- 20 ноября 1917 — Выразил готовность подчиняться большевистскому правительству и был представлен к производству в вице-адмиралы.
- 5 декабря 1917 — Освобождён от должности и уволен в отставку в связи с введением коллегиального управления флотом.
- 12 марта 1918 — Назначен на вновь введённую должность начальника морских сил Балтийского моря.
- 20 марта 1918 — Снят с поста «за нежелание считать для себя обязательными декреты Совета Народных Комиссаров и за отказ подчиниться Коллегии Морского Комиссариата». Его преемником стал А. М. Щастный. Арестован, но вскоре освобождён.
- 1918—1919 — Работал в Военно-морской исторической комиссии при Морском архиве. Работал над описанием действий флота в Первой мировой войне.
- Сентябрь 1919 — Арестован органами ВЧК по обвинению в участии в военном заговоре (генерал Юденич предлагал Развозову в случае захвата Петрограда вновь занять должность командующего флотом).

Умер в больнице тюрьмы «Кресты» от последствий операции по поводу приступа аппендицита и отсутствия должного ухода. Похоронен на Смоленском кладбище Петербурга.

## Семья
С 1907 года был женат на баронессе Марии Александровне фон-дер Остен-Дризен (20.06.1887—24.08.1968, Франция), дочери генерал-майора, внучке Александра Федоровича Дризена.
Их дети:
- Александр Александрович Развозов (1908, Кронштадт—1995, Париж). В эмиграции в Париже учился в электромеханическом институте вместе со своим двоюродным братом — сыном Е.В. Развозовой (Старк) — Борисом.
- Екатерина Александровна Развозова, в замуж. Колчак (1910—1975). Муж — Ростислав Александрович Колчак, сын А.В.Колчака
- Георгий (ум. в детстве)
- Мария Александровна Развозова[10] (в замуж. Духовская; 1912—1992). Муж — Евгений Владимирович Духовской (1908—1944)[11].
- Елена Александровна Развозова, в замуж. Ионова (1915—2000).

Сестры: 
- Елизавета Владимировна Развозова, в замуж. Старк[12] (1881, Виндава—1924, Петроград). Умерла от скоротечного туберкулеза — по некоторым данным, в тюрьме[13]. Замужем (2-й брак) за Георгием (Юрием) Карловичем Старком (1878—1950), контр-адмиралом. Их сын — миссионер, протоиерей Борис Старк[14].
- Мария Владимировна Развозова, в замуж. Гертнер (1884—1944), осуждена к 10 годам ИТЛ[15]. Ее муж — Константин Павлович Гертнер (1878—1918), капитан 1-го ранга. Расстрелян большевиками 1918 в Петрограде[16]. Их дочери[17] — Нина (1910—1942, умерла в Ленинграде во время блокады), Кира[18], Ирина (род. в 1918).
- Екатерина Владимировна Развозова, в замуж. Вырубова (1885–1943, умерла в Ленинграде во время блокады. Ее муж (с 1903) — Петр Александрович Вырубов (1879—1905), морской офицер, старший брат А.А.Вырубова. Погиб в Цусимском бою. Их сын — Александр Петрович Вырубов[19] (1904–1951), хирург-онколог, участник Великой Отечественной войны. 2-й брак — Николай Иванович Игнатьев, морской офицер, участник Цусимского сражения. Расстрелян в 1938 году.

Г.К.Старк, К.П.Гертнер, П.А.Вырубов были товарищами Александра Владимировича Развозова по учебе в Морском кадетском корпусе.  Сослуживцем А.В. Развозова и Г.К. Старка на Балтике и ранее, во время Русско-японской войны был А.В.Колчак.
- Сестра — Зинаида Владимировна Развозова, в замуж. Васильева (1887—1938, Ленинград). Ее муж Федор Владимирович Васильев (1880—1976, Ленинград), морской офицер. Во время Русско-японской войны попал в плен, вернулся во Россию в 1905 году. После Октябрьской революции преподавал в в Кронштадтском морском училище, был сотрудником Особого технического бюро по военным  изобретениям специального назначения. В 1926 году арестован, отправлен в Соловецкий лагерь, был в Бутырской тюрьме, потом на Беломорканале.  Реабилитирован в 1956 году[21].

## Награды
- Орден Святого Владимира 4 степени с мечами и бантом;
- Орден Святой Анны 2 степени с мечами;
- Орден Святой Анны 4 степени с надписью «За храбрость»;
- Орден Святого Станислава 2 степени с мечами;
- Георгиевское оружие (1916).

Иностранные награды:
- Кавалерский крест ордена Почётного легиона (Франция);
- Орден Святых Михаила и Георгия 3-й степени (Великобритания);
- Орден Данеброг 4-й степени (Дания);
- Орден Князя Даниила I 3-й степени (Черногория).